# Perceneige
Perceneige település Franciaországban, Yonne megyében. Lakosainak száma 952 fő (2022. január 1.). Perceneige La Louptière-Thénard, Traînel, Trancault, Baby, Fontaine-Fourches, Villenauxe-la-Petite, Villuis, Pailly, La Postolle, Saint-Maurice-aux-Riches-Hommes és Thorigny-sur-Oreuse községekkel határos.

## Népesség
A település népességének változása:
| Lakosok száma | 964  | 953  | 974  | 950  | 948  | 949  | 947  | 935  | 952  |
|               | 2013 | 2015 | 2016 | 2017 | 2018 | 2019 | 2020 | 2021 | 2022 |